# Pseudosamanea
Genre
Pseudosamanea est un genre de plantes à fleurs dicotylédones de la famille des Fabaceae, sous-famille des Mimosoideae. Les espèces sont originaires d'Amérique, d'une zone allant du sud du Mexique jusqu'au Venezuela et l'Équateur, et jusqu'à Cuba.

## Liste des espèces
- Pseudosamanea carbonaria
- Pseudosamanea cubana
- Pseudosamanea guachapele